# Two Sevens Clash
Two Sevens Clash è il primo album dei Culture, pubblicato dalla Joe Gibbs Music Records nel 1977 (prima pubblicazione).

## Tracce
Brani composti da Albert Walker, Joseph Hill e Kenneth Dayes, eccetto dove indicato.
Lato A
1. Calling Rasta for I – 2:30
2. I'm Alone in the Wilderness – 3:25
3. Pirate Days – 2:52 (Albert Walker, Errol Thompson, Joseph Hill, Kenneth Dayes)
4. Two Sevens Clash – 3:30
5. I'm Not Ashamed – 3:59

Durata totale: 16:16
Lato B
1. Get Ready to Ride the Lion to Zion – 3:27
2. Black Starliner Must Come – 2:42 (Albert Walker, Errol Thompson, Joseph Hill, Kenneth Dayes, Vin Gordon)
3. Jah Pretty Face – 3:39
4. See Them a Come – 3:24
5. Natty Dread Taking Over – 3:46

Durata totale: 16:58

## Musicisti
Culture
- Albert Walker - voce solista
- Joseph Hill - voce, accompagnamento vocale
- Kenneth Dayes - voce, accompagnamento vocale

Musicisti aggiunti
- Eric Lamont - chitarra
- Lennox Gordon - chitarra
- Robbie Shakespeare - chitarra
- Errol Nelson - tastiere
- Franklyn Bubbler Waul - tastiere
- Harold Butler - tastiere
- Tommy McCook - sassofono tenore
- Herman Marquis - sassofono alto
- Bobby Ellis - tromba
- Vin Gordon - trombone
- Lloyd Parks - basso
- Sly Dunbar - batteria
- Sticky (Uzziah Thompson) - percussioni